# Ernst Sigismund Fischer

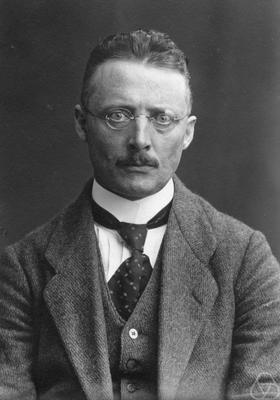
Ernst Sigismund Fischer omstreeks 1920

Ernst Sigismund Fischer (Wenen, 12 juli 1875 - Keulen, 14 november 1954) was een in Oostenrijk geboren Duitse wiskundige. Hij werkte aan de Universiteit van Wenen samen met Franz Mertens en aan de Universiteit Zürich met Hermann Minkowski. In 1910 werd hij aan de Universiteit van Erlangen de opvolger van Paul Gordan. In de invariantentheorie zat hij op de lijn van David Hilbert. In de jaren direct na 1910 werkte hij nauw samen met Emmy Noether.
Zijn voornaamste terrein van onderzoek was de wiskundige analyse, met name orthonormale rijen van functies, die de basis hebben gelegd voor het ontstaan van het concept van een Hilbertruimte.
De stelling van Riesz-Fischer in de Lebesgue-integratie is naar hem vernoemd